# Balegede
Balegede is een bestuurslaag in het regentschap Cianjur van de provincie West-Java, Indonesië. Balegede telt 5662 inwoners (volkstelling 2010).